# Дача Сиверса
Дача Сиверса — бывшая дворянская усадьба на Петергофской дороге. Современный адрес: Санкт-Петербург, проспект Стачек, 158.
Построена во второй половине 1750-х годов по заказу графа Карла Сиверса как двухэтажный особняк в стиле барокко. В 1779—1781 гг. имением владел князь Г. А. Потёмкин, у которого его выкупила императрица Екатерина II.
Ансамбль в стиле классицизма был создан в 1780-е гг. предположительно И. Е. Старовым для нового владельца — вице-канцлера И. А. Остермана. В начале XIX века имением владел князь П. П. Щербатов.
В комплексе зданий, перестроенных по проекту Доменико Квадри и Петра Сергеевича Плавова, с 1828 года располагалась городская психиатрическая больница в честь иконы Богородицы «Всех Скорбящих Радость» с домовым храмом, а с 1922 года — больница имени Фореля.
Во время Великой Отечественной войны здания сильно пострадали от обстрелов и были частично разрушены. После войны были переданы Кировскому заводу и в них устроен Кировский городок. В 1950-х годах ансамбль был капитально перестроен в духе сталинского неоклассицизма.
В начале XXI века исторические здания занимают ДК «Кировец», общежитие завода и другие учреждения.
После ремонта и перепланировки под жилые цели в здании будут 79 квартир, которые получат по программе «Доступное жильё» семьи, нуждающиеся в улучшении жилищных условий.